# Villa La Striscia
Villa La Striscia, o villa Occhini, è un edificio storico di Arezzo, situato in via dei Cappuccini 3, negli immediati dintorni della città, ai piedi della collina di San Fabiano.

## Storia

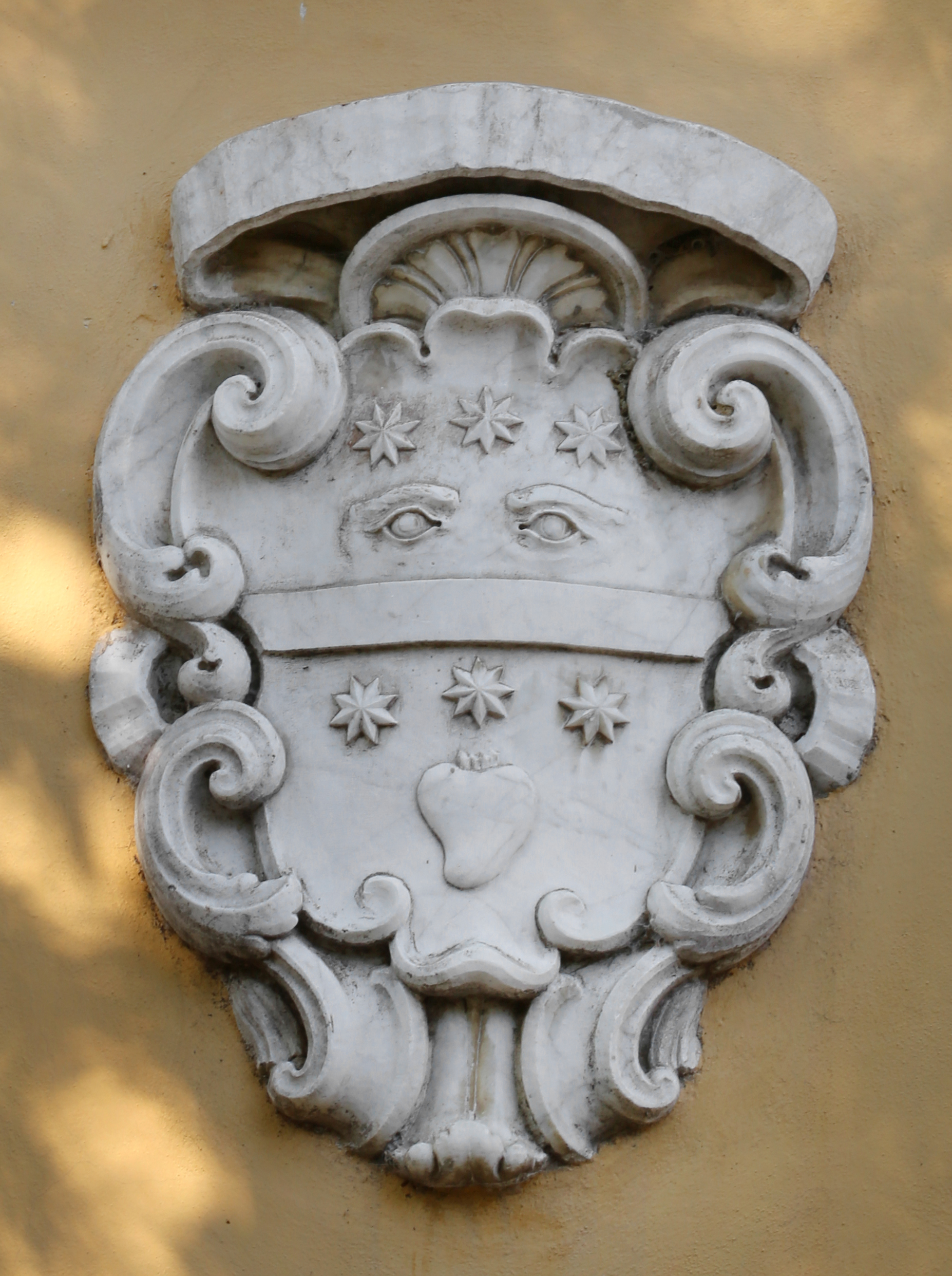
Stemma Occhini

Le prime notizie sull'edificio lo ricordano, a metà del XVI secolo, come di proprietà dei fratelli Pezzoni, appartenenti a una famiglia della nobiltà aretina di parte guelfa, conosciuta almeno dal XIII secolo. Avevano la loro residenza cittadina nell'attuale corso Italia, in un palazzo con torre oggi inglobata in palazzo Gullichini. Due generazioni dopo, l'abitazione suburbana è ancora citata in un documento del 1619 come della stessa famiglia. Entro il 1670 vennero eseguiti importanti lavori di ampliamento, commissionati dai figli di Girolamo Pezzoni: Orazio, Salvatore e Francesco. Esiste una memoria iconografica della villa nel 1695 in un dipinto di Giovanni Battista Girelli al Museo d'arte medievale e moderna: vi si vede la facciata con portale bugnato, sviluppata su tre piani e provvista di altana centrale, oggi scomparsa.
Alla morte di Orazio Pezzoni, il 21 luglio 1774, la villa passò a Camillo Albergotti, poi a suo figlio Fausto (1808) e in seguito, essendo privo di eredi, a sua moglie Alessandra Lanfranchi Chioccioli (1817), che la vendette ai fratelli Giovan Battista e Pietro Occhini.
La nuova famiglia verso la metà dell'Ottocento si dedicò ad ampliare sia il parco che la villa, la quale fu dotata di due corpi di fabbrica satelliti a sud e a nord, ancora esistenti, e, dal 1852, di una cappella interna dedicata a Maria Santissima, per interessamento di Maria Occhini.
Ancora, nel 1925, il conte Luigi Occhini, padre di Pier Ludovico, futuro podestà di Arezzo, rifece la facciata con uno scala d'ingresso monumentale al piano nobile, fece ridecorare gli interni dal pittore Arturo Vigilardi, e fece edificare un fabbricato di servizio a monte, alle spalle della villa. 
Negli anni trenta del Novecento la villa visse un periodo di splendore sotto il podestà Pier Ludovico Occhini, che chiamò ad ammodernare il giardino con alcune statue lo scultore Mario Moschi.
La nipote, la nota attrice Ilaria Occhini, curò personalmente il restauro dell'edificio a destra della villa, lato sud, oggi una struttura ricettiva gestita da sua figlia Alessandra. La villa vera e propria è oggi una casa di ricovero per anziani.

## Descrizione

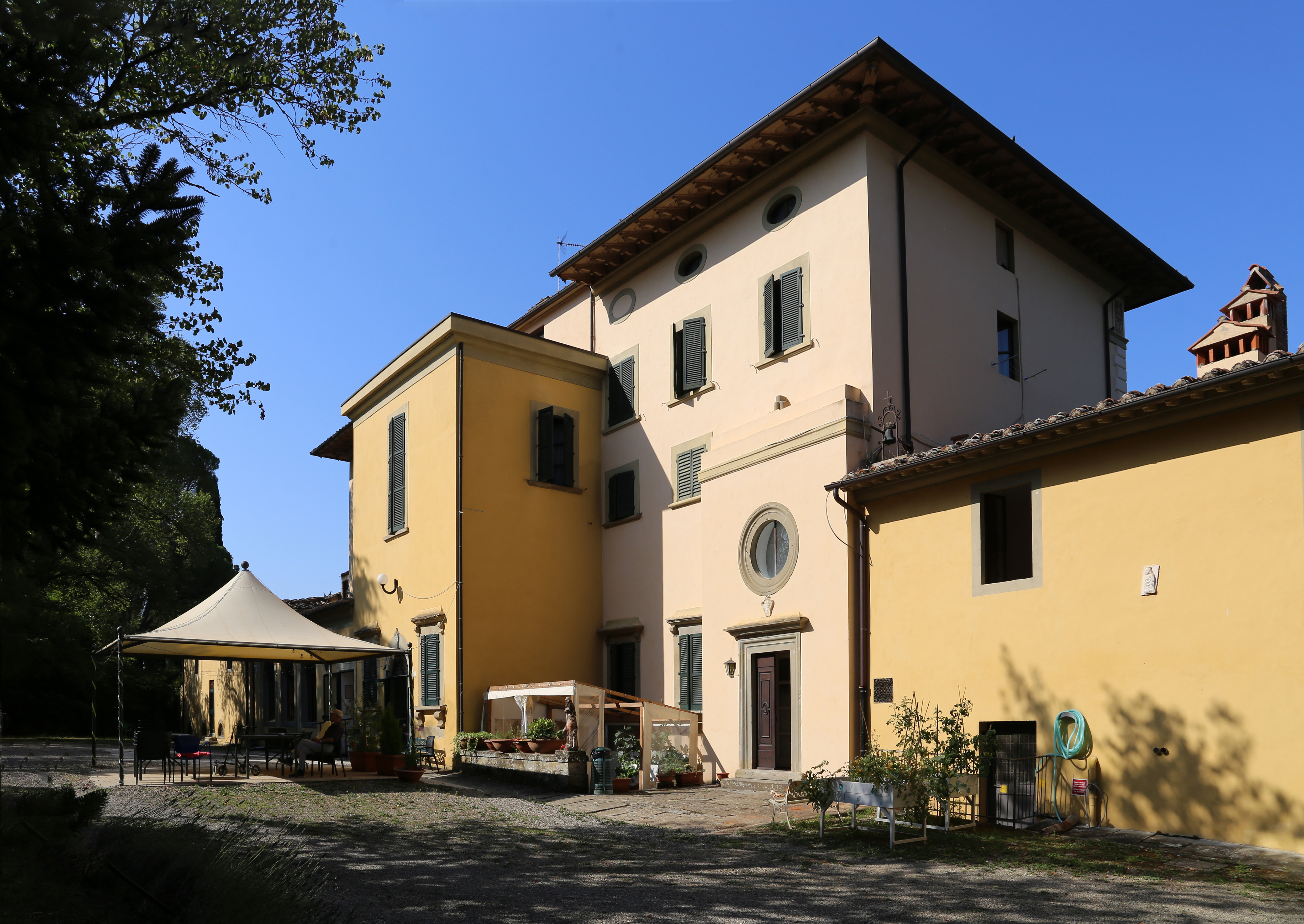
Retro

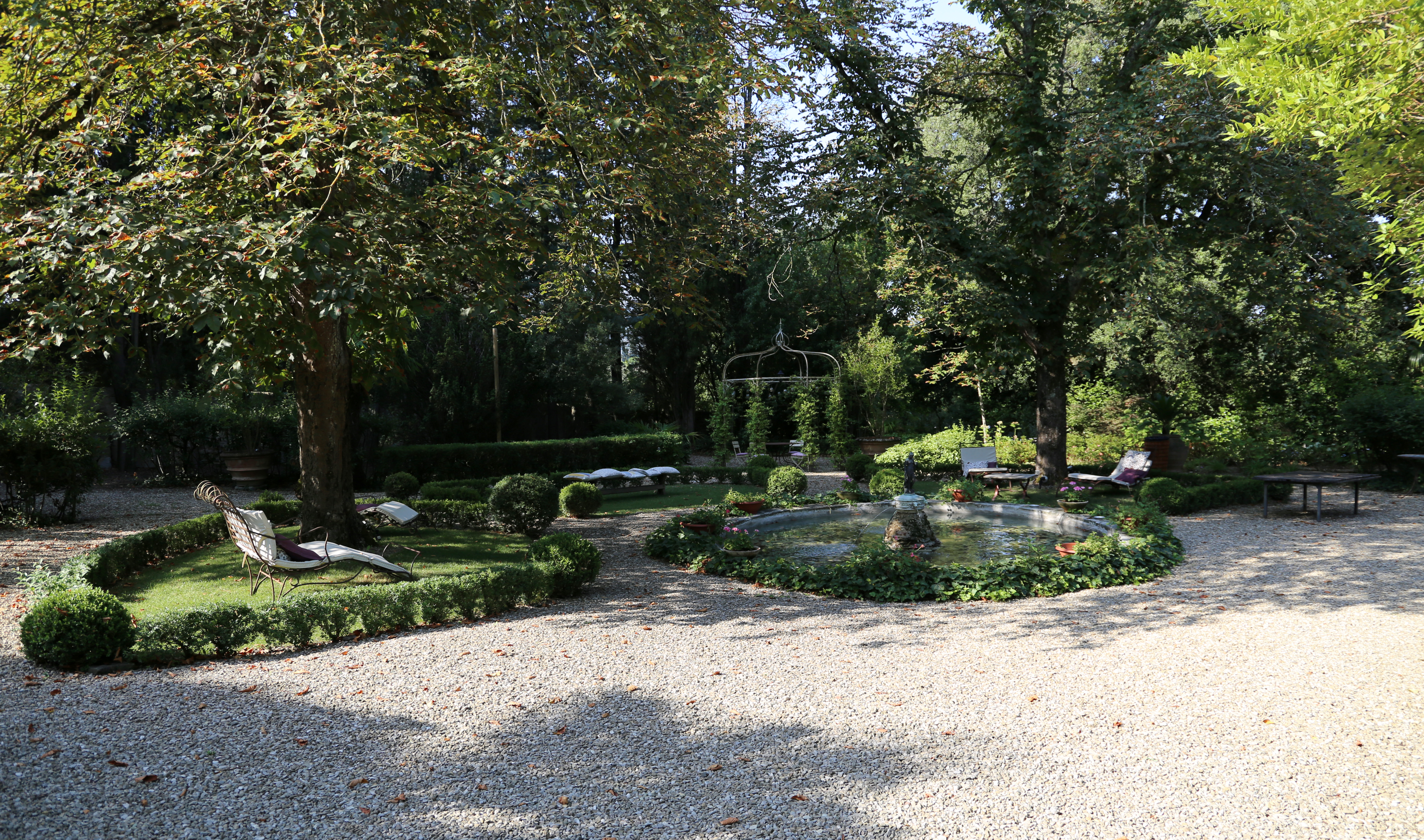
Giardino

L'edificio principale della villa si articola su cinque piani, compreso un seminterrato e un sottotetto. La pianta è compatta e rettangolare, mossa solo dalle scale esterne in facciata. La facciata è articolata su cinque assi di finestre rettangolari in pietra, con quelli estremi ai lati profilati da due file di bugne. Nel sottotetto invece si trovano piccole aperture ovali, che compongono una specie di fregio sottogronda con un nastro di decori a grottesche graffite.
All'interno, la scala d'ingresso immette al salone principale del piano nobile, dcorato dagli affreschi di Arturo Vigilardi. Più antiche sono, in alcune stanze, le grottesche del primo Seicento di Alessandro Forzori, allievo di Vasari e del Domenichino. 
Il parco ha un aspetto prevalentemente novecentesco, con impianto all'inglese addolcito da inserti all'italiana, quali siepi di bosso, vasche, fontanelle e vasi di cotto. Due dovrebbero essere le statue del Moschi: il Fauno e la Venere al bagno, su una base coeva con teste di ariete. Sul lato nord si apre un ampio boschetto di lecci e cipressi.